# Opegrapha arabica
Opegrapha arabica är en lavart som först beskrevs av Johannes Müller Argoviensis, och fick sitt nu gällande namn av Vain. Opegrapha arabica ingår i släktet Opegrapha och familjen Roccellaceae.   Inga underarter finns listade i Catalogue of Life.